# Danh sách phim có doanh thu cao nhất tại Đức
Danh sách các phim ăn khách nhất trong lịch sử Đức, tên tiếng Đức, một số kèm tên tiếng Anh hoặc Việt. Số liệu không phản ánh chất lượng phim.
Được liệt kê trong năm 1968 công bố những bộ phim với hầu hết các rạp chiếu phim cho khán giả ở Đức, bao gồm các buổi trình chiếu lặp lại (trừ Đông Đức). Từ năm trước đó, không có số liệu đáng tin cậy có sẵn. Các dữ liệu cho các bộ phim đã được thực hiện trước khi năm 1985 là ước tính.
Số liệu thống kê tại trên 25 tháng 7 năm 2013

## Danh sách các phim ăn khách nhất
| Thứ tự | Tên                                                         | Năm  | Lượt xem   |
| ------ | ----------------------------------------------------------- | ---- | ---------- |
| 01     | Nàng Bạch Tuyết và bảy chú lùn                              | 1968 | 27.393.531 |
| 02     | Titanic                                                     | 1998 | 18.809.599 |
| 03     | Once Upon a Time in the West                                | 1969 | 13.000.000 |
| 04     | Harry Potter và Hòn đá Phù thủy                             | 2001 | 12.565.007 |
| 05     | Vier Fäuste für ein Halleluja -Trinity Is Still My Name (Ý) | 1972 | 12.267.000 |
| 06     | The Lord of the Rings: The Fellowship of the Ring           | 2001 | 11.930.785 |
| 07     | Vua sư tử                                                   | 1994 | 11.888.184 |
| 08     | Der Schuh des Manitu - Manitou's Shoe (Đức)                 | 2001 | 11.721.183 |
| 09     | Avatar – Aufbruch nach Pandora                              | 2009 | 11.303.523 |
| 10     | Gia đình mèo quý tộc                                        | 1971 | 11.294.126 |
| 11     | The Lord of the Rings: The Two Towers                       | 2002 | 10.753.596 |
| 12     | Pretty Woman - Người đàn bà đẹp                             | 1990 | 10.625.337 |
| 13     | The Lord of the Rings: The Return of the King               | 2003 | 10.442.102 |
| 14     | Nhân viên cứu hộ                                            | 1977 | 9.767.049  |
| 15     | Harry Potter và Phòng chứa Bí mật                           | 2002 | 9.702.824  |
| 16     | Jurassic Park - Công viên khủng long                        | 1993 | 9.395.450  |
| 17     | Independence Day                                            | 1996 | 9.272.424  |
| 18     | (T)Raumschiff Surprise – Periode 1                          | 2004 | 9.165.932  |
| 19     | Ziemlich beste Freunde - The Intouchables                   | 2012 | 9.144.327  |
| 20     | Bóng ma đe dọa                                              | 1999 | 8.962.516  |
| 21     | Đi tìm Nemo                                                 | 2003 | 8.836.474  |
| 22     | Otto – Der Film                                             | 1985 | 8.783.766  |
| 23     | Ice Age 2: Jetzt taut's                                     | 2006 | 8.747.561  |
| 24     | Dirty Dancing                                               | 1987 | 8.726.367  |
| 25     | Kỷ băng hà 3: Khủng long thức giấc                          | 2009 | 8.709.881  |
| 26     | Papillon                                                    | 1973 | 8.500.000  |
| 27     | E.T. the Extra-Terrestrial - E.T. the Extra-Terrestrial     | 1982 | 8.330.284  |
| 28     | Krieg der Sterne/Star Wars: Episode IV – Eine neue Hoffnung | 1978 | 8.020.972  |
| 29     | Harry Potter và Chiếc cốc lửa                               | 2005 | 8.009.941  |
| 30     | Tử địa Skyfall                                              | 2012 | 7.779.654  |

## Danh sách các phim Đức lượt xem nhiều nhất ở Đức
Liệt kê công bố các bộ phim Đức (bao gồm cả đồng sản xuất) từ năm 1968 với hầu hết các bộ phim, khán giả ở Đức, bao gồm các buổi chiếu lặp lại (trừ Đông Đức). Từ các năm trước, không có số liệu đáng tin cậy có sẵn. Các dữ liệu cho các bộ phim đã được thực hiện trước năm 1985 là ước tính. 
Tính đến 6 Tháng 3 năm 2011
| Thứ hạng | Tên                                                                                                 | Năm  | Lượt xem   |
| -------- | --------------------------------------------------------------------------------------------------- | ---- | ---------- |
| 01       | Der Schuh des Manitu - Manitou's Shoe                                                               | 2001 | 11.721.499 |
| 02       | (T)Raumschiff Surprise – Periode 1                                                                  | 2004 | 9.165.932  |
| 03       | Otto – Der Film                                                                                     | 1985 | 8.783.766  |
| 04       | Schulmädchen-Report: Was Eltern nicht für möglich halten                                            | 1970 | 7.000.000  |
| 05       | 7 Zwerge – Männer allein im Wald- 7 Dwarves – Men Alone in the Wood                                 | 2004 | 6.799.699  |
| 06       | Good Bye, Lenin!                                                                                    | 2003 | 6.584.314  |
| 07       | Der bewegte Mann - Maybe, Maybe Not                                                                 | 1994 | 6.570.416  |
| 08       | Zur Sache, Schätzchen                                                                               | 1968 | 6.500.000  |
| 09       | Otto – Der neue Film                                                                                | 1987 | 6.458.957  |
| 10       | Keinohrhasen - Rabbits Without Ears                                                                 | 2007 | 6.297.816  |
| 11       | Mein Name ist Nobody (Ý- Đức) - My Name is Nobody                                                   | 1973 | 6.287.133  |
| 12       | Oswalt Kolle: Das Wunder der Liebe                                                                  | 1968 | 6.000.000  |
| 13       | Zum Teufel mit der Penne                                                                            | 1968 | 6.000.000  |
| 14       | Der Name der Rose (Ý- Đức)- The Name of the Rose                                                    | 1986 | 5.896.891  |
| 15       | Das Parfum – Die Geschichte eines Mörders (Đức- Tây Ban Nha - Mỹ)- Perfume: The Story of a Murderer | 2006 | 5.596.205  |
| 16       | Männer - Men...                                                                                     | 1985 | 5.213.458  |
| 17       | Die Nichten der Frau Oberst (Ý- Thụy Sĩ- Đức)                                                       | 1968 | 5.000.000  |
| 18       | Werner – Das muß kesseln!!!                                                                         | 1996 | 4.954.612  |
| 19       | Wickie und die starken Männer - Vicky the Viking                                                    | 2009 | 4.922.915  |
| 20       | Werner – Beinhart!                                                                                  | 1990 | 4.900.159  |

## Các bộ phim ăn khách nhất Cộng hòa dân chủ Đức
Các sản phẩm thành công nhất của khu vực chiếm đóng của Liên Xô (SBZ 1945-1949) và CHDC Đức.
| Thứ hạng | Tên                                                          | Năm  | Lượt xem   |
| -------- | ------------------------------------------------------------ | ---- | ---------- |
| 01       | Die Geschichte vom kleinen Muck - The Story of Little Muck   | 1953 | 12.998.352 |
| 02       | Ehe im Schatten - Marriage in the Shadows                    | 1947 | 12.888.153 |
| 03       | Das kalte Herz - Heart of Stone                              | 1950 | 9.779.526  |
| 04       | Die Söhne der Großen Bärin - Những đứa con của Gấu Mẹ vĩ đại | 1966 | 9.422.395  |
| 05       | Razzia - Raid                                                | 1947 | 8.090.000  |
| 06       | Schneewittchen                                               | 1961 | 7.597.495  |
| 07       | Straßenbekanntschaft                                         | 1948 | 6.469.627  |
| 08       | Die Mörder sind unter uns - Murderers Among Us               | 1946 | 6.468.921  |
| 09       | Die lustigen Weiber von Windsor - The Merry Wives of Windsor | 1950 | 6.090.329  |
| 10       | Meine Frau macht Musik                                       | 1958 | 6.052.050  |

## Các phim Đức ăn khách nhất trên đất Mỹ
Phim Đức sản xuất thành công tại Mỹ, doanh thu tính bằng đô la Mỹ.
Thống kê: Tháng 3 năm 2011
| Thứ tự | Tên | Năm  | Thu nhập   |
| ------ | --- | ---- | ---------- |
| 01     | Erinnerungen an die Zukunft - Chariots of the Gods                                                        | 1973 | 25.948.371 |
| 02     | Die unendliche Geschichte - The NeverEnding Story                                                         | 1984 | 20.158.808 |
| 03     | Die unendliche Geschichte II – Auf der Suche nach Phantásien - The NeverEnding Story II: The Next Chapter | 1991 | 17.373.527 |
| 04     | Body of Evidence                                                                                          | 1993 | 13.273.595 |
| 05     | Das Boot - The Boat                                                                                       | 1982 | 11.583.308 |
| 06     | Das Leben der Anderen - Cuộc sống của những người khác                                                    | 2007 | 11.286.112 |
| 07     | House of the Dead - House of the Dead                                                                     | 2003 | 10.211.633 |
| 08     | Lola rennt - Run Lola Run                                                                                 | 1999 | 7.268.035  |
| 09     | Nirgendwo in Afrika - Nowhere in Africa                                                                   | 2003 | 6.180.200  |
| 10     | Palmetto - Palmetto                                                                                       | 1998 | 5.878.911  |
| 11     | Luther | 2003 | 5.781.086  |
| 12     | Der Untergang - Downfall                                                                                  | 2005 | 5.509.040  |
| 13     | Girls in Trouble - Christiane F. – We Children from Bahnhof Zoo                                           | 1974 | 5.000.000  |
| 14     | Christiane F. – Wir Kinder vom Bahnhof Zoo                                                                | 1982 | 4.700.000  |
| 15     | Fitzcarraldo                                                                                              | 1982 | 4.700.000  |